# Sofia Ribeiro (cientista)
Sofia Ribeiro (Portugal) é bióloga e geóloga pela Universidade de Lisboa e Universidade de Barcelona e investigadora sénior em clima e glaciologia no Glaciology and Climate Department, Geological Survey of Denmark and Greenland (GEUS). Foi galardoada nos Prémios Internacionais L'Oréal-UNESCO para Mulheres na Ciência de 2017.
Sofia tem como foco estudos no Ártico e Groelândia no Atlântico Norte, onde investiga interações oceano-criosfera-ecossistema em escala de tempo que varia de estações a milênios, que se inserem no tempo geológico (principalmente Holoceno). O principal objetivo de seu trabalho é reconstruir mudanças climáticas e ambientais do passado a partir de proxies biogênicos presentes em registros de sedimento marinho. Seu interesse é entender os impactos das mudanças climáticas  nos ecossistemas marinhos e como estes afetam as sociedades. 

## Biografia
Originária de Portugal, mudou-se para a Dinamarca em 2008 devido ao seu trabalho de investigação.
Sofia Ribeiro fez mestrado em Biologia na Universidade de Lisboa, onde estudou de 1999 a 2004. Posteriormente doutorou-se em biologia na Universidade de Copenhague de 2008 a 2011. Foi pesquisadora de pós-doutorado na Universidade de Lund, na Suécia e no GEUS.   
Sofia Ribeiro iniciou a sua carreira como assistente de investigação no Centro de Oceanografia (CO) da Universidade de Lisboa em 2005. Em 2011, após concluir o doutoramento na Universidade de Copenhaga, trabalhou no GEUS e posteriormente na Lund University. Terminado o pós-doutoramento, regressou ao GEUS em 2014, onde estuda os efeitos das alterações climáticas no Ártico. Neste âmbito Sofia Ribeiro realizou cinco expedições científicas à Gronelândia e mar envolvente.

## Prémios
Em 2017, graças ao seu trabalho de investigação sobre as mudanças na vida marinha e nos bancos de gelo do Ártico provocadas pelas  mudanças climáticas, foi galardoada pelos Prémios Internacionais L'Oréal-UNESCO para Mulheres na Ciência.